# مهمل (حديث)
المهمل، على صيغة اسم المفعول، في اصطلاح المحدثين هو الراوي الذي يتفق مع راو آخر اسما أو كنية أو لقبا ولم يتميز بذكر ما يختص به. وعدم ذكر المختص يسمى إهمالا.